# دهستان قلعه تل
دهستان قلعه تل، یکی از دهستان‌های بخش قلعه تل شهرستان باغ‌ملک در استان خوزستان ایران است. مرکز این دهستان، روستای لران است.

## جمعیت
بر پایه سرشماری عمومی نفوس و مسکن در سال ۱۳۹۵، جمعیت دهستان قلعه تل برابر با ۴٬۰۸۹ نفر است.